# The Long Way Home (Donots-Album)
The Long Way Home ist das achte Studioalbum der Ibbenbürener Band Donots. Es wurde am 26. März 2010 beim Label Solitary Man Records veröffentlicht.

## Geschichte/Bedeutung
Im Jahr 2009 nahmen die Donots ihr achtes Studioalbum auf. Einige der aufgenommenen Songs konnte man bereits auf Konzerten 2009 live hören. Die Vorabsingle Calling kam am 12. März in die Läden und stieg in die deutschen Singlecharts ein. Am 26. März erschien The Long Way Home und erreichte Platz 24 in den deutschen Albumcharts. Es war das erfolgreichste Album seit der Gründung des bandeigenen Musiklabels Solitary Man Records.

## Stil
Die Musik des Albums pendelt anders als bei dem Vorgängeralben zwischen Punk Indie-Rock beeinflussten Titeln einerseits und Liedern im Stil von Singer-Songwritern und Folk-Rock andererseits. Vincent Sorg, der bereits das Album Tonight’s Karaoke Contest Winners und Titel des Albums Coma Chameleon produzierte, war bei allen Liedern als Produzent tätig. Er unterstützt die Donots bei ihrer musikalischen Neufindung seit dem letzten Album und sorgte für einen facettenreicheren Klang.

## Inhalt
Die Texte der Songtitel von The Long Way Home beschäftigen sich mit der genauen Beobachtung der Themen Einsamkeit, Begegnungen, zweite Chancen im Leben, dem Unterwegs-Sein, Beziehungen, Verlust von Menschen und die vollständige Aufopferung für Freunde und für eine gute Sache.

## Cover
Das Cover-Artwork des Albums sind Fotos die zusammen eine Art Kollage sind, diese zeigt einen Dinosaurier und Vulkane aus Papier, einem Luftballon der als Heißluftballon dient und in dessen Korb sich die Band befindet. Guido, der Gitarrist, hängt an einer Leiter aus Streichhölzern, die an dem Korb festgemacht ist. Alle Elemente finden ebenso ihren Platz im Musikvideo zu dem Song Forever Ends Today.

## Trackliste
1. Changes
2. Calling
3. Forever Ends Today
4. High & Dry
5. Let It Go
6. Dead Man Walking
7. Make Believe
8. Who You Are
9. The Years Gone By
10. Hello Knife
11. Parade of One

Limited Edition Bonus:
1. Buch mit Tourfotos, bis dahin unveröffentlichten Bandfotos, Artworkfotos

Bei dem Song Changes spricht Chuck Ragan am Anfang des Songs.

## Singleauskopplungen
- Calling (März 2010)
- Forever Ends Today (Mai 2010)